# Die Aufsässigen
Die Aufsässigen (Originaltitel: Teachers) ist eine US-amerikanische Filmkomödie aus dem Jahr 1984. Regie führte Arthur Hiller, das Drehbuch schrieb W.R. McKinney.

## Handlung
An einem typischen Montagmorgen auf der John F. Kennedy High School in der Innenstadt von Columbus, Ohio, gibt es Konflikte zwischen Lehrern, einem Schüler mit einer Stichwunde und einem Gespräch über eine bevorstehende Klage. Vizedirektor Roger Rubell und Schulleiter Eugene Horn treffen sich mit der Anwältin Lisa Hammond, die einen Schüler bei einer Klage vertritt. Er hat einen Abschluss erhalten, obwohl er Analphabet ist. Auch die Schulreferentin ist einzig um ihren Ruf bedacht, und alle wollen die Angelegenheit möglichst vertuschen. Nachdem die Schulpsychologin im Lehrerzimmer durchgedreht ist, erhält Alex Jurel von Rubell den Auftrag, das Gespräch mit der Mutter von Eddie Pilikian zu führen. Eddie ist auch Analphabet. Daher soll er den Lesekurs wiederholen. Es kommt zum Streit mit den Vizedirektor sowie den Eltern. Auf die Frage von Jurel an die Mutter, was sie denn von der Erziehung ihres Sohnes hält, antwortet die, dafür ist doch die Schule zuständig.
Jetzt wird ihm klar, dass Schulverwaltung und -leitung sowie die Mehrzahl der Lehrer keinerlei Interessen an den Schülern hat. Schüler wie Eddie sollen möglichst geräuschlos durchs System geschleust werden, und am Ende ihren Abschluss erhalten.

## Kritiken
Roger Ebert schrieb in der Chicago Sun-Times, die Prämisse sei gewesen, die Schule so zu zeigen, wie MASH den Krieg gezeigt habe. Das Ergebnis sei jedoch eher mit General Hospital zu vergleichen. Einige Szenen mit Nolte und Macchio sowie einige Dialogzeilen seien gut. Zahlreiche Fragen würden offenbleiben.
Filmdienst schrieb, der Film beinhalte „vorgebliche Kritik am Schulsystem der USA“, die „alberne Nebengeschichten und Action-Effekte“ abschwächen würden. Er sei eher als ein „Abenteuerfilm mit zum Teil rüder Sprache“ zu betrachten.
Die Zeitschrift Cinema urteilte „Was als Satire auf das US-Schulwesen gedacht war, versackt leider schnell in klischeehaftem Klamauk.“

## Hintergründe
Der Film wurde in Columbus (Ohio) gedreht. Er spielte am Eröffnungswochenende ca. 7 Millionen US-Dollar ein.